# Outlaws (musikgrupp)
För andra betydelser, se Outlaws.
Outlaws är ett southern rock-band som grundades 1967 i Tampa, Florida, USA av gitarristen Hughie Thomasson, basisten Phil Humberg, trumslagaren David Dix, gitarristerna Hobie O'Brien och Frank Guidry samt sångaren Herb Pino. De växte snabbt till sig och blev en favorit i studentkretsar och året efter anslöt sig Billy Jones till bandet som den tredje gitarristen. I samband med detta kallades trion ofta för The Florida Guitar Army. Efter ett år av turnerande signerades de av det nygrundade Arista Records efter uppmaningar från Ronnie Van Zant och strax därefter under våren 1975 släpptes deras debutalbum Outlaws. Deras mest kända låt, Green Grass and High Tides, nådde 13:e plats på Billboards Hot 100-lista och har spelats över en miljon gånger på olika rockorienterade radiostationer medan deras coverlåt (Ghost) Riders in the Sky nådde 31:a plats på Billboards Pop Singles-lista. Av juridiska skäl är det osäkert om bandet kommer att kallas Outlaws även i framtiden.

## Tidig karriär
Då bandet skapades 1967 tog de med sig namnet från ett band där Frank Guidry tidigare var medlem. Bandet hade innan dess kallat sig för The Rogues samt The Four Letter Words. Både Hobie O'Brien och Phil Humberg hoppade av bandet på grund av giftermål. I samband med detta övertog Frank O'Keefe platsen som bandets basist. Under våren 1968 tog deras första manager bandet till Epic Records i New York för att spela in ett album, men misslyckades på grund av dispyter mellan bandet och managern som även får Frank Guidry att lämna bandet. Efter detta nederlag begav bandet sig till Criteria Studios i Miami för att spela in ett annat album som inte heller kom att släppas. Strax efter detta fick bandet en kortvarig utökning av Ronny Elliott för att spela bas, medan Frank O'Keefe gick över till att spela gitarr för att året därpå gå tillbaka till att spela bas när Ronny Elliott lämnade bandet. Sångaren Herb Pino blev både gitarrist och sångare efter detta och även den nya trumslagaren Monte Yoho fick ta över efter David Dix.

## Bandmedlemmar

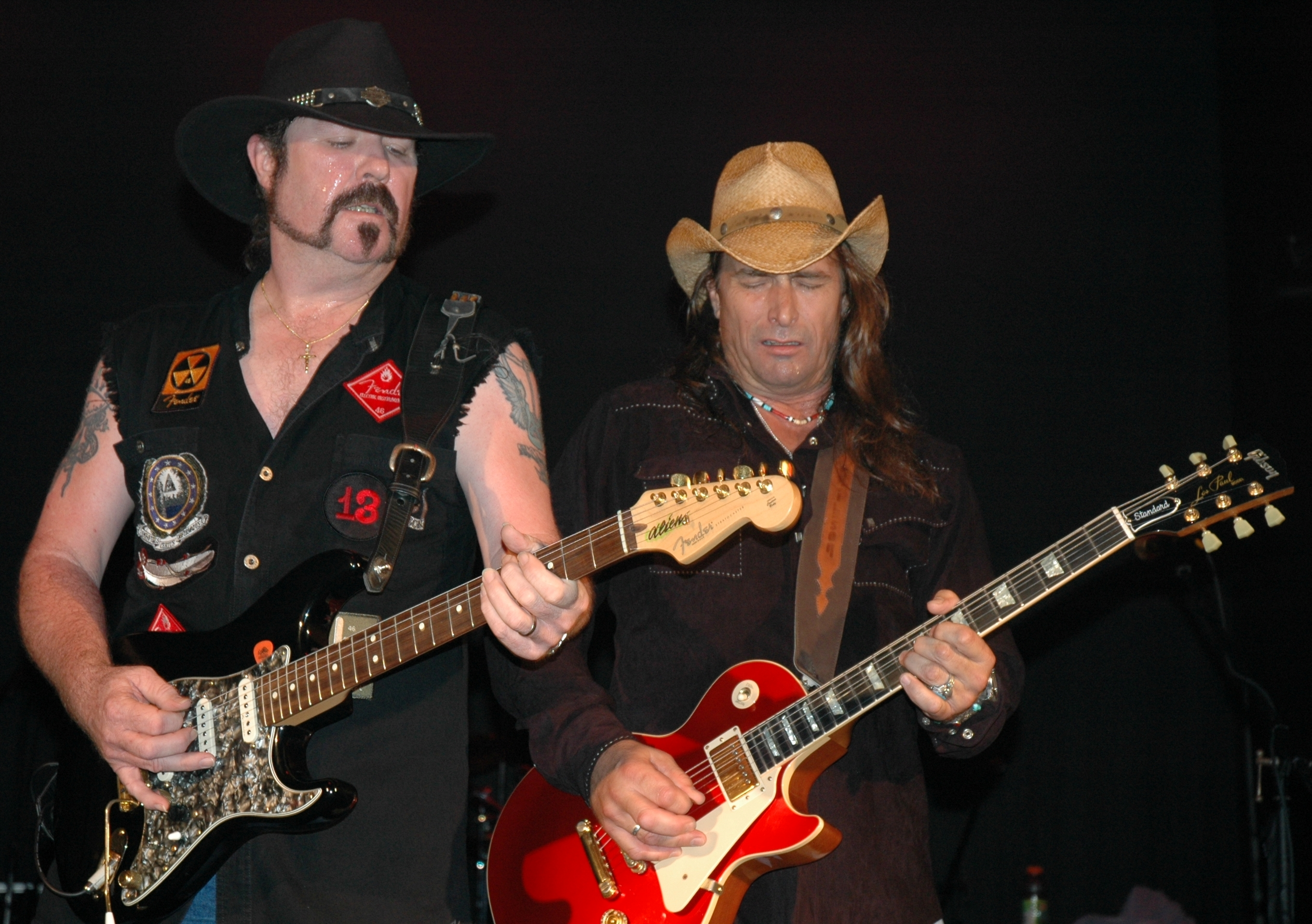
Hughie Thomasson och Chris Anderson framträder i Stuart, Florida.

### Nuvarande medlemmar
- Henry Paul – gitarr, sång (1972–1977, 1983-1986, 2005–2006, 2008–)
- Chris Andersen – gitarr, sång (1986–1989, 2005–)
- Billy Crain – gitarr, sång (2008–)
- Jon Coleman – keyboard, sång (2008–)
- Randy Threet – basgitarr, sång (2005–)
- Monte Yoho – trummor, slagverk (1969, 1970–1979, 2005–)

### Originalmedlemmar

#### Medlemmar från albumdebuten
- Hughie Thomasson – gitarr, sång (1967–1970, 1972–1996, 2005–2007, död 9 september 2007)
- Henry Paul – gitarr, sång
- Billy Jones – gitarr, sång (1973–1970, 1972–1982[4], död 7 februari 1995)
- Frank O'Keefe – basgitarr (1967–1970, 1972–1973, 1974–1977 (sparkad från bandet)[5], död 26 februari 1995)[6]
- Monte Yoho – trummor, slagverk

#### Skapande medlemmar
- Hughie Thomasson – gitarr
- Phil Humberg – basgitarr (1967–1968)
- Hobie O'Brien – gitarr (1967–1968)
- Frank Guidry – gitarr (1967–1968)
- Herb Pino – sång (1967–1970, 1970–1972)
- David Dix – trummor (1967–1969)

### Tidigare medlemmar
- Ronny Elliot – basgitarr (1968–1969)

## Diskografi

### Studioalbum
- Outlaws (1975)
- Lady in Waiting (1976)
- Hurry Sundown (1977)
- Playin' to Win (1978)
- In the Eye of the Storm (1979)
- Ghost Riders (1980)
- Los Hombres Malo (1982)
- Soldiers of Fortune (1986)
- Diablo Canyon (1994)
- So Low (2000)
- It's about Pride (2012)

### Livealbum
- Bring It Back Alive (1978)
- Hittin' the Road (1993)
- Live in Los Angeles 1976 (2015)

### Samlingsalbum
- Greatest Hits of the Outlaws (1992)
- There Goes Another Love Song (1999)
- Best of the Outlaws: Green Grass & High Tides (1996)
- Green Grass and High Tides: Best of the Outlaws (1999)